# Haggenmacher Sörgyár (Kőbánya)
A Kőbányai Haggenmacher Sörgyár, hivatalos korabeli nevén Haggenmacher Kőbányai és Budafoki Sörgyárak Rt. egy eredeti funkciójában már megszűnt budapesti nagyipari létesítmény a Budapest X. kerületi Maglódi út mentén.

## Története
Haggenmacher Henrik (1827–1917) svájci származású magyar nagyiparos a 19. század második felében alapította meg nagy budapesti malomipari vállalkozásait. Az 1870-es évektől foglalkozott a söriparral is, Budafokon sörgyárat működtetett.
A cég folyamatosan terjeszkedett, Vácott, Székesfehérvárott, majd 1897-ben Kőbányán, a Maglódi úton nyitott fióktelepet. 1901-től fokozatosan bővítették a kőbányai területeket, majd nekiláttak egy önálló sörgyár felépítésének is. A létesítmény 1912-ben készült el a mai Maglódi út – Téglavető utca – Sörgyár utca – Kocka utca közötti területen.
Az első világháborút követően veszteségessé vált a vállalat, ezért 1923-ban Dreher Konszern része lett. 1924-ben a berendezéseket a Nagyváradi Dreher Sörgyárba szállították át, a Maglódi úti üzemben pedig pamutfonó üzemet alakítottak ki Dreher–Haggenmacher Textilművek néven. A második világháború után az üzemet államosították, és összevonták a Kammer Testvérek Textilipar Rt.-vel Kőbányai Textilművek néven.
A terület később a DÉLKER  Kft. telephelyeként üzemelt.
Az épületek napjainkban is megvannak, kisebb vállalatok használják.
A telepnek korábban a szomszédos Globus Konzervgyárral közös iparvágány kapcsolata volt a Maglódi úti vontatóvágányon keresztül Kőbánya felső vasútállomás felé. A használaton kívüli vágány napjainkban is látható.

## Korabeli térképábrázolások
- 1908-as térkép
- 1912-es térkép
- 1937-es térkép

## Képtár

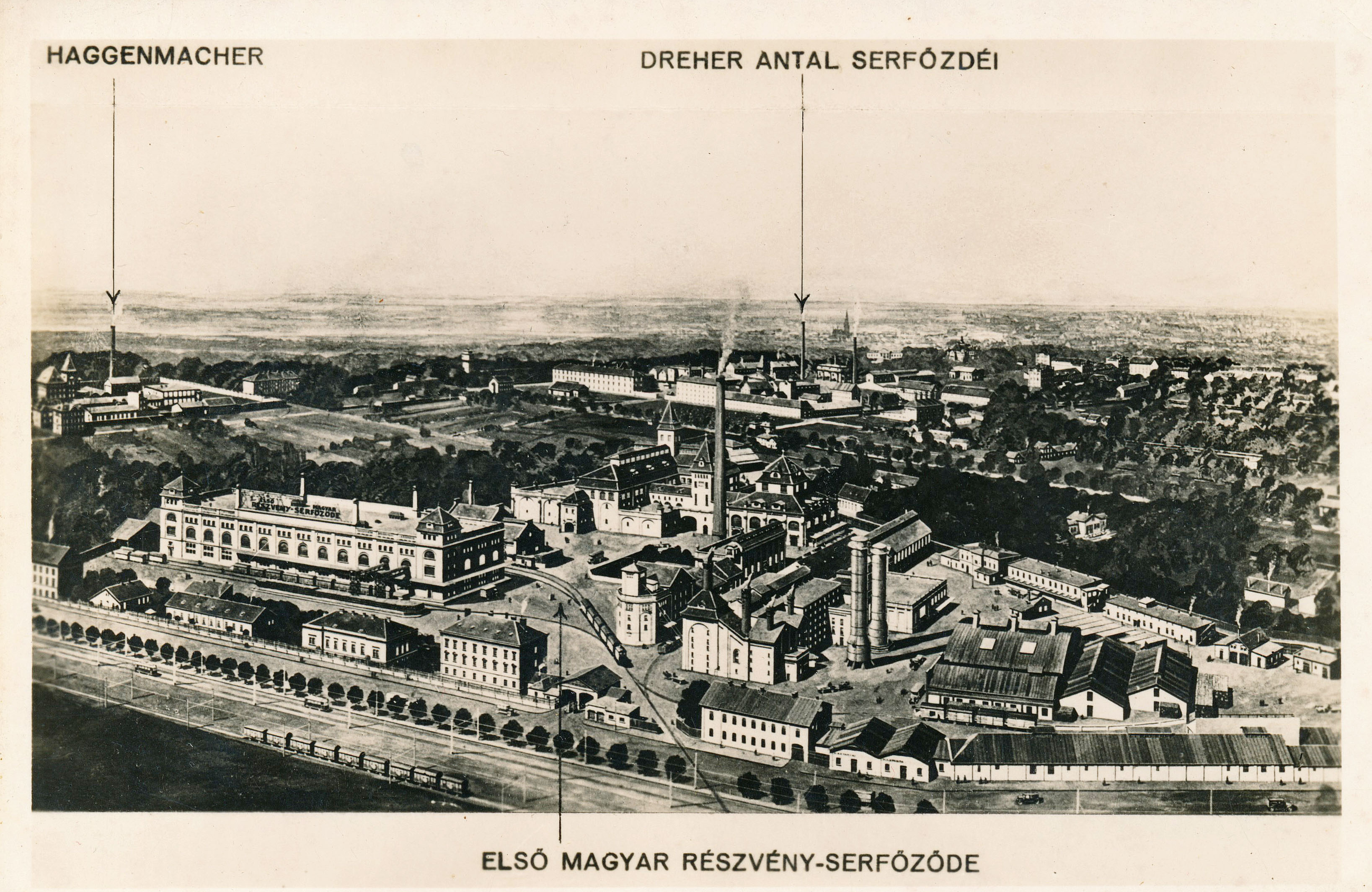
A kőbányai sörfőzdék látképe még az egyesítések előtt
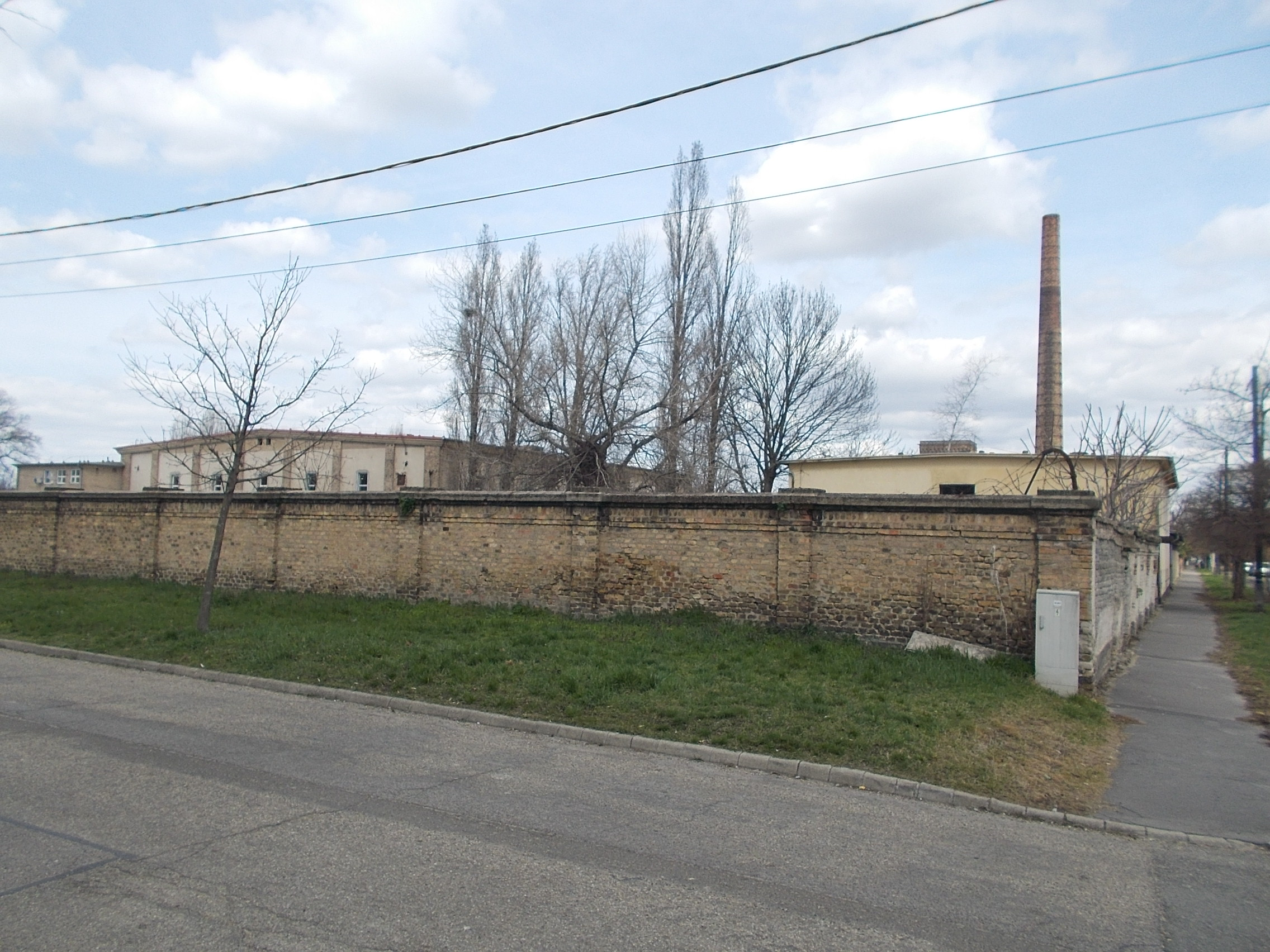
falrészlet
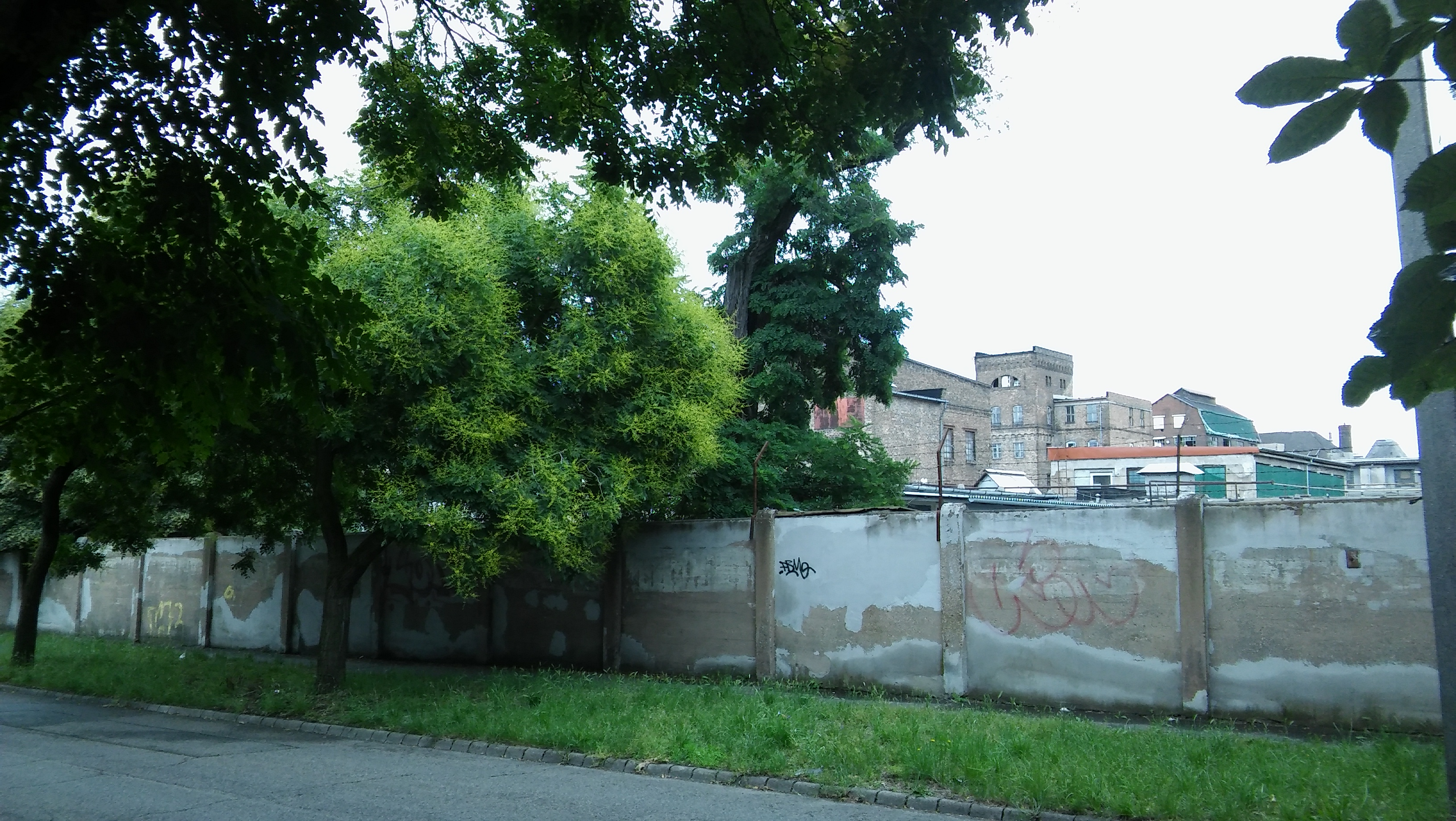
falrészlet
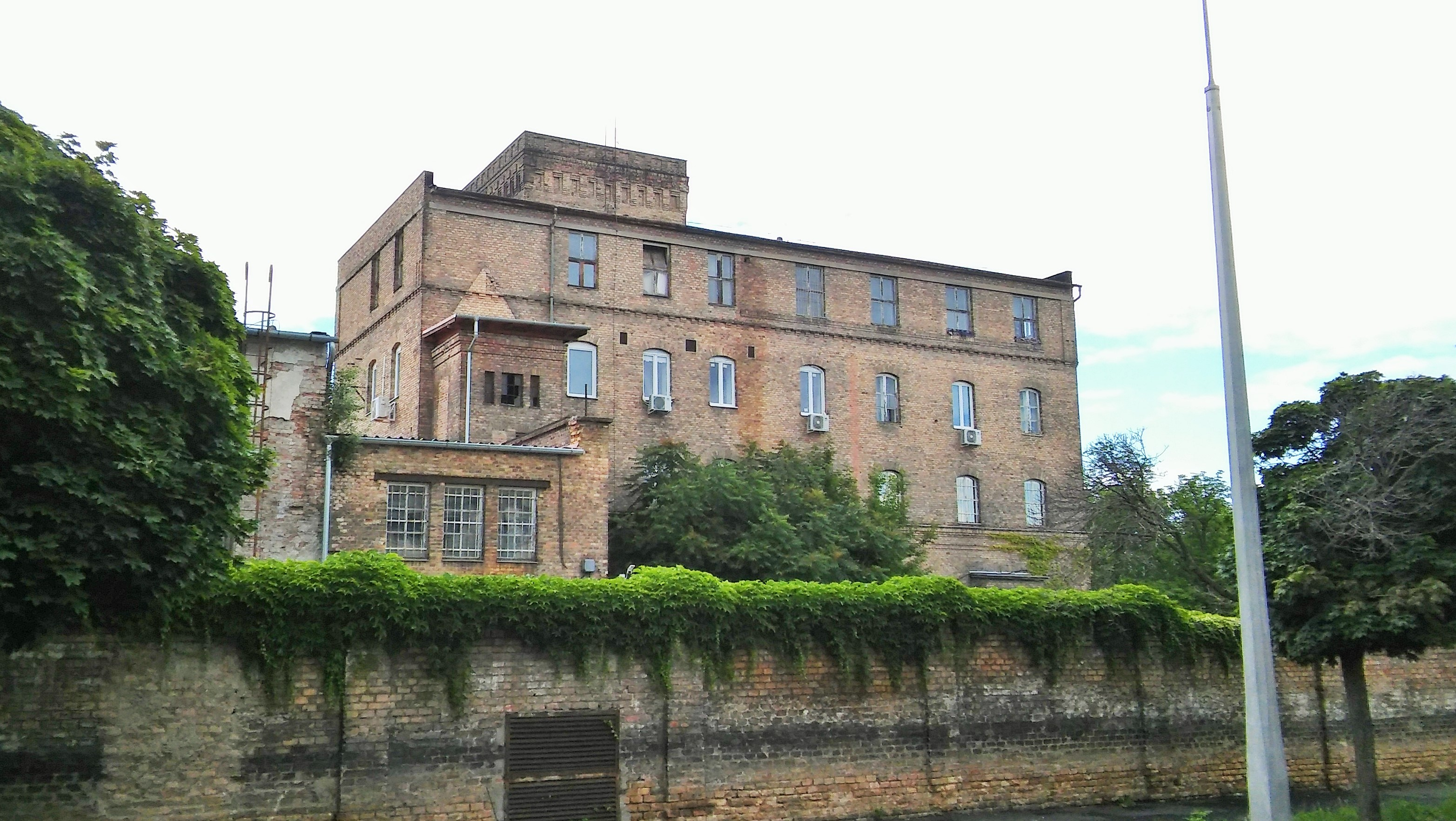
épületek
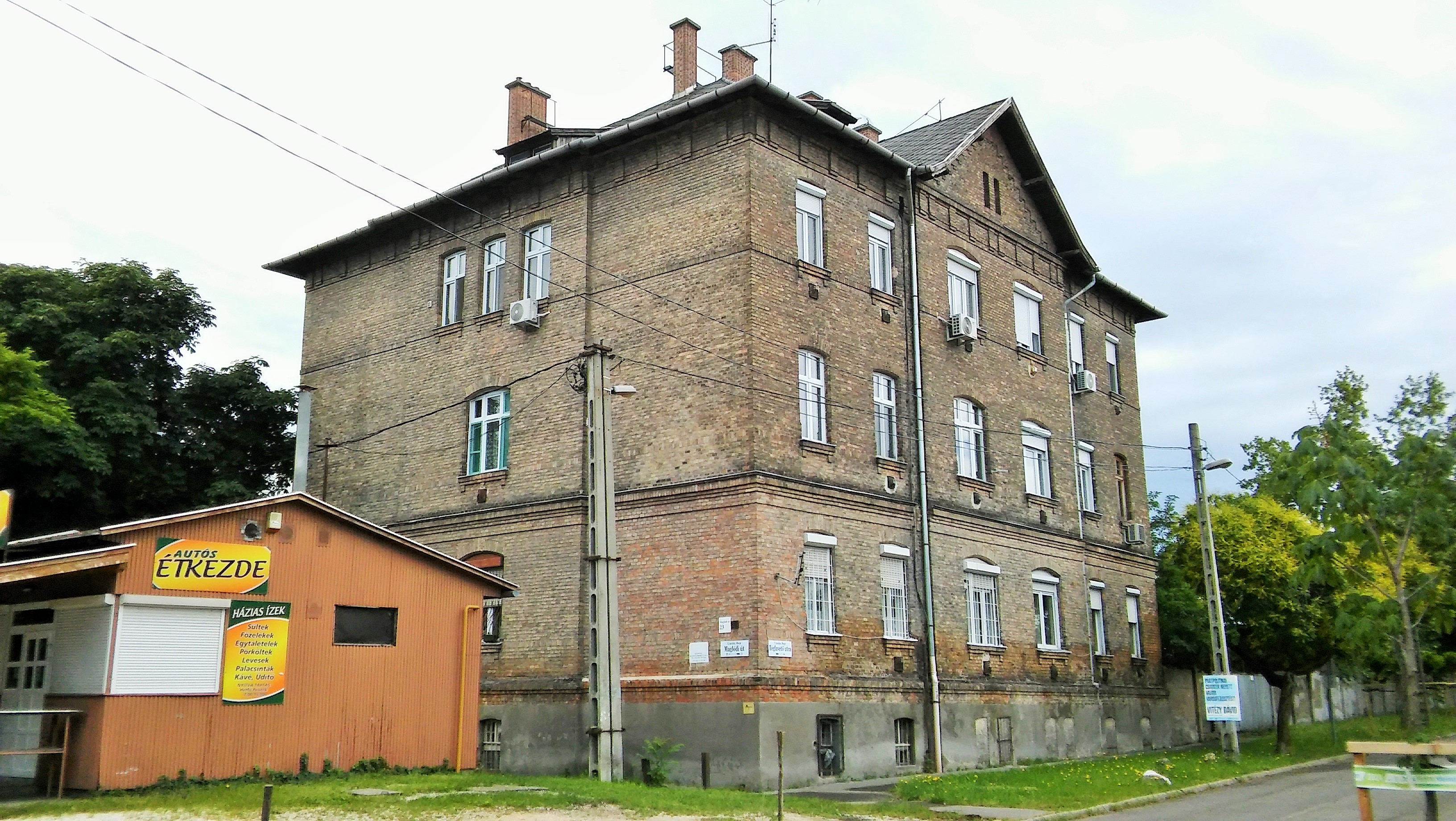
épületek
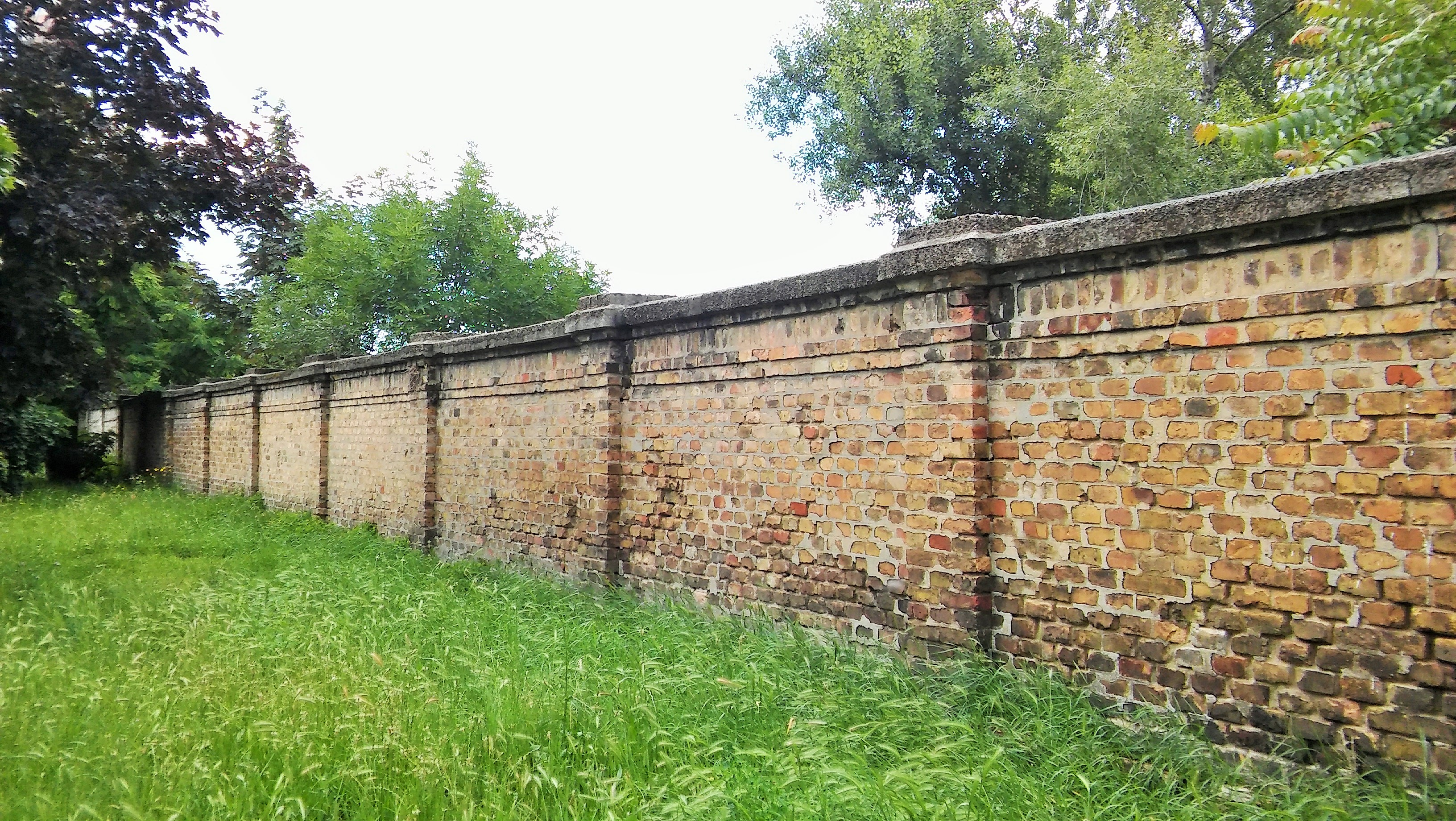
falrészlet
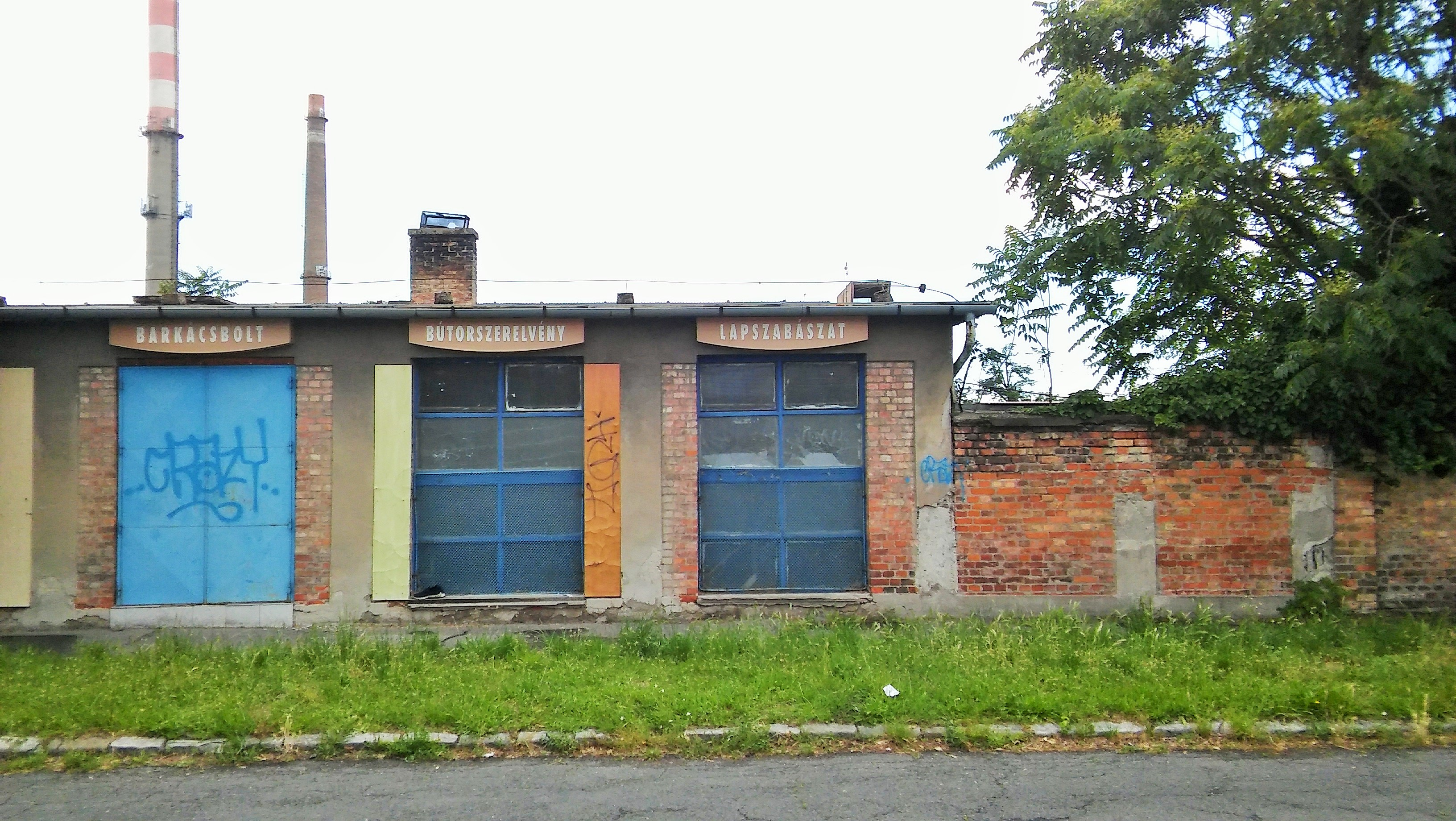
falrészlet
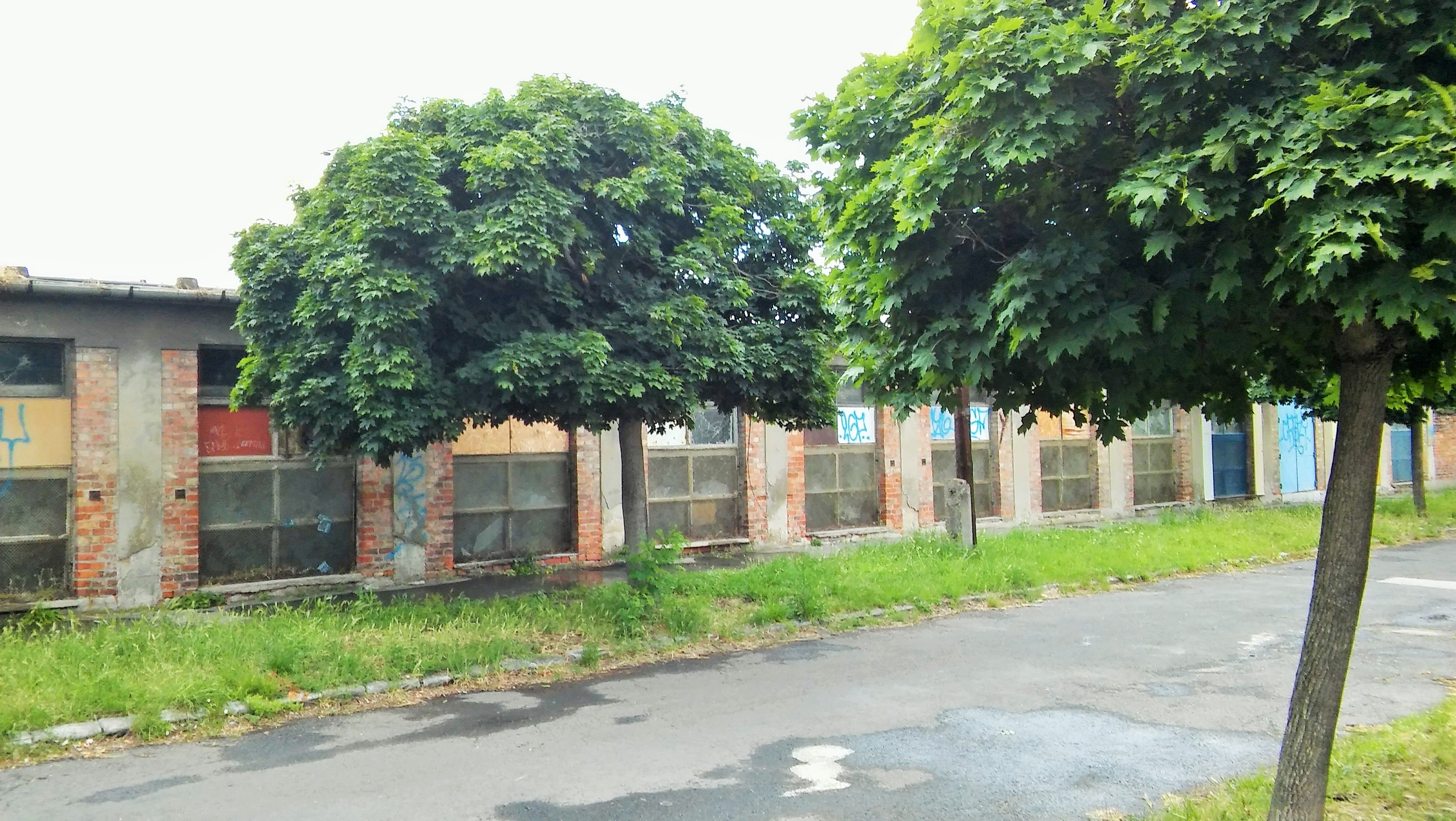
falrészlet
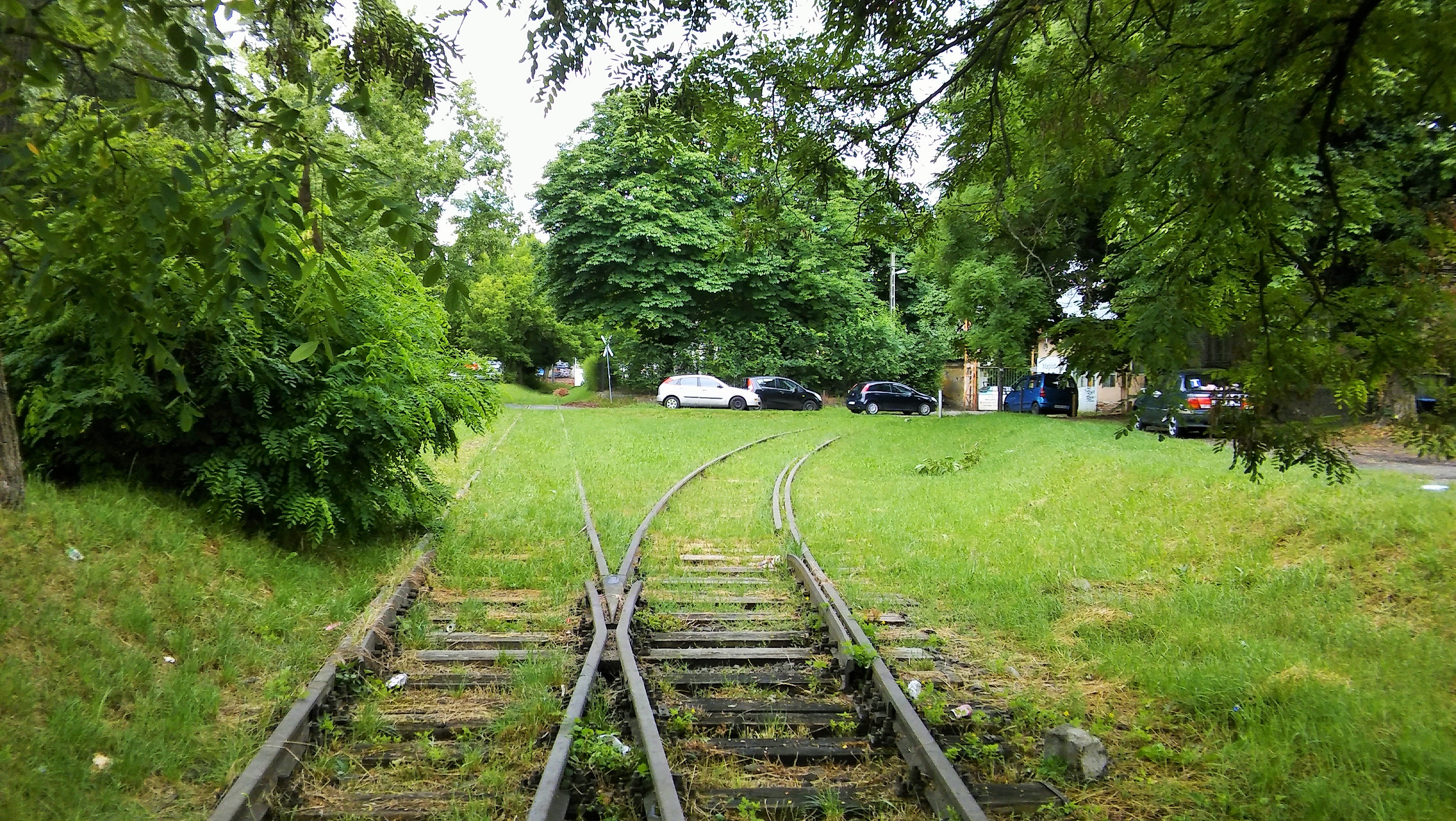
Iparvágány (a bal oldali a Globus Konzervgyárba megy egyenesen tovább)

## Egyéb irodalom
- Haggenmacher Kőbányai és Budafoki Sörgyárak Részvénytársaság alapszabályai, Fortuna Kő- és Könyvnyomdai Műintézet és Üzleti Könyvek Gyára R.-T., Budapest, 1930.
- A Dreher Antal Serfőzdei Részvénytársaság, az Első Magyar Részvényserfőzde és a Haggenmacher Kőbányai és Budafoki Sörgyárak Részvénytársaság Egyesült Nyugdijintézetének alapszabályai, Fortuna Kő- és Könyvnyomdai Műintézet, Budapest, 1926.
- Sörről híres Kőbánya- Jubileumi évkönyv 1854-2004, Typostudio, Budapest, 2004.